# Nesles
Nesles település Franciaországban, Pas-de-Calais megyében. Lakosainak száma 1081 fő (2022. január 1.). Nesles Condette, Halinghen, Neufchâtel-Hardelot és Verlincthun községekkel határos.

## Népesség
A település népességének változása:
| Lakosok száma | 935  | 960  | 972  | 953  | 991  | 1029 | 1067 | 1070 | 1081 |
|               | 2013 | 2015 | 2016 | 2017 | 2018 | 2019 | 2020 | 2021 | 2022 |